# Libanon i olympiska vinterspelen 1968
Libanon deltog med tre deltagare vid de olympiska vinterspelen 1968 i Grenoble. Ingen av landets deltagare erövrade någon medalj.